# Eidoloscope
Das Eidoloscope (von altgriech. εἴδωλον eidolon = Bild, Ebenbild) war ein Projektionsapparat für Kinefilm von zwei Zoll Breite (50,8 mm) und Filmschritt ¾ Zoll (19,05 mm). Seine Eigenheit bestand darin, dass die Blendenwelle im Verhältnis 4:1 zur Stiftwelle übersetzt ist, wodurch der Film mit 12 Bildern pro Sekunde flimmerfrei vorgeführt werden kann. Der Filmantrieb ist eine Schaltrolle in Verbindung mit einem Malteserkreuzgetriebe.
Ein Aufnahmeapparat für das Breitfilm- und Breitbildformat (3:7) ist am 1. März 1898 für Woodville Latham patentiert worden. Den Entwurf der Kamera lieferte William Kennedy Laurie Dickson. Sie funktioniert nach dem Prinzip des Schlägers und kann als Réversible auch dem Kopieren und der Projektion dienen. Sie besitzt zwei einzeln herausnehmbare Trommelverschlüsse und als Besonderheit eine Regeleinrichtung bestehend aus glatten Gummirollen und verstellbarem Andruck.

## Geschichte
Woodville Lathams Söhnen Otway und Gray wurde beim Betrieb eines Kinetoscope Parlors 1894 der Wunsch angetragen, Filme in Projektion darzubieten. Dickson beteiligte sich geheim am Latham-Projekt, bis Anfang April 1895 seine Anstellung bei Edison endete. Er stellte den Latham seinen ehemaligen Untergebenen bei Edison, Eugène Augustin Lauste, vor. Die Trennlinie zwischen Dicksons und Laustes Beitrag ist heute nur noch schwer zu finden. Vermutlich legte Dickson das Filmformat und die Grundzüge der Kamera fest, Lauste den Aufbau des Projektors, der anfänglich Panoptikon genannt wurde. Der Techniker musste sich gegen die Vorstellung des kontinuierlich laufenden Films durchsetzen, die Dickson und die Latham besetzt hielt.
Kamera und Projektor gemeinsam ist die erstmalige Verwendung von Wickelrollen. Zwischen diesen und dem Bildfenster können lose Schleifen in den Film gespannt werden, wodurch nur ein verhältnismäßig kurzer Abschnitt abgesetzt bewegt wird. Die Angaben zum Urheber dieser Anordnung sind widersprüchlich. Am wahrscheinlichsten hatte Lauste die Idee.
Dank den Schleifen konnten grundsätzlich unbegrenzt lange Filme gehandhabt werden. Das nutzte die Lambda-Company aus mit aktuellen Bildern zum Beispiel eines Boxmatch’ vom 4. Mai 1895. Diesen Film zeigten die Lathams ab dem 20. Mai 1895 in einem eigens dafür eingerichteten Raum am Broadway in New York (erste Filmprojektion der Welt vor zahlendem Publikum).
1897 wurden die Nachteile des Eidoloscopes gravierend. Die Bildfrequenz war zu niedrig. Nach zwei Änderungen, Film und Blende betreffend, verkauften die Verantwortlichen der Eidoloscope Company, Nachfolgerin der Lambda Co., das System an Raff & Gammon.